# Erythropitta caeruleitorques
Az Erythropitta caeruleitorques a madarak osztályának verébalakúak (Passeriformes) rendjébe és a pittafélék (Pittidae) családjába tartozó faj.

## Rendszerezése
A fajt Tommaso Salvadori olasz ornitológus írta le 1876-ban, a Pitta nembe Pitta caeruleitorques  néven. Egyes szervezetek a vöröshasú pitta (Erythropitta erythrogaster) alfajaként sorolják be Erythropitta erythrogaster caeruleitorques néven.

## Előfordulása
Indonéziához tartozó Sangihe-szigetek területén honos. Természetes élőhelyei a szubtrópusi és trópusi síkvidéki esőerdők és cserjések, folyók és patakok környékén, valamint ültetvények és másodlagos erdők. Állandó nem vonuló faj.

## Megjelenése
Testhossza 16-18 centiméter.

## Természetvédelmi helyzete
Az elterjedési területe nagyon kicsi, egyedszáma 50–249 példány közötti és csökken. A Természetvédelmi Világszövetség Vörös listáján veszélyeztetett fajként szerepel.